# Acnemia spathulata
Acnemia spathulata är en tvåvingeart som beskrevs av Zaitzev 2001. Acnemia spathulata ingår i släktet Acnemia och familjen svampmyggor. Inga underarter finns listade i Catalogue of Life.